# Onomácrito
Onomácrito (Ὀνομάκριτος, ca. 530 a. C. - 480 a. C.), también conocido como Onomácritos u Onomákritos, fue un crestómata, o compilador de oráculos griego que vivió en la corte del tirano Pisístrato en Atenas. Se le supone la preparación de una edición de los poemas homéricos, y fue un laborioso coleccionista, tanto como falsificador de antiguos oráculos y poemas.
Heródoto cuenta que Pisístrato requirió los servicios de Onomácrito para recopilar los oráculos del poeta Museo. Onomácrito añadió falsificaciones de su propia cosecha y éstas fueron detectadas por Laso de Hermíone. A resultas de esto, Hiparco, hijo de Pisístrato, desterró a Onomácrito de Atenas. Tras la huida de los pisistrátidas a Persia, Onomácrito se reconcilió con ellos. Según Heródoto, con sus interpretaciones del oráculo, Onomácrito indujo a Jerjes I, rey de Persia, a decidir acerca de la guerra que mantenía con Grecia.
Pausanias atribuye a Onomácrito ciertos poemas falsificados y puestos a nombre de Museo. Al explicar la presencia del titán Ánito en Licosura, dice que "Onomácrito cogió de Homero el nombre de los Titanes y escribió orgías para Dioniso e hizo de los Titanes los actuales agentes de los sufrimientos de Dioniso". A causa de eso, Onomácrito es responsable de la invención de un importante aspecto de la mitología de los Titanes.